# Các vụ đánh bom ngày lễ Phục Sinh tại Sri Lanka 2019
Vào ngày 21 tháng 4 năm 2019, một loạt vụ nổ đã xảy ra tại ba nhà thờ và bốn khách sạn ở các thành phố ở Sri Lanka, bao gồm thủ đô thương mại Colombo. Ít nhất 258 người (bao gồm cả người nước ngoài) đã thiệt mạng và hơn 500 người bị thương trong các vụ đánh bom. Các vụ đánh bom xảy ra vào đúng ngày lễ Phục sinh tại ba nhà thờ ở Negombo, Batticaloa và Colombo và tại bốn khách sạn Shangri-La, Cinnamon Grand và Kingsbury, Tropical Inn ở Colombo.
Đây là lần đầu Sri Lanka trải qua một cuộc tấn công khủng bố lớn kể từ khi một vụ xảy ra vào năm 2009 và sau cuộc Nội chiến Sri Lanka.